# Glomeris sanguinicolor
Glomeris sanguinicolor är en mångfotingart som beskrevs av Karl Wilhelm Verhoeff 1909. Glomeris sanguinicolor ingår i släktet Glomeris och familjen klotdubbelfotingar. Inga underarter finns listade i Catalogue of Life.